# Юйту-2

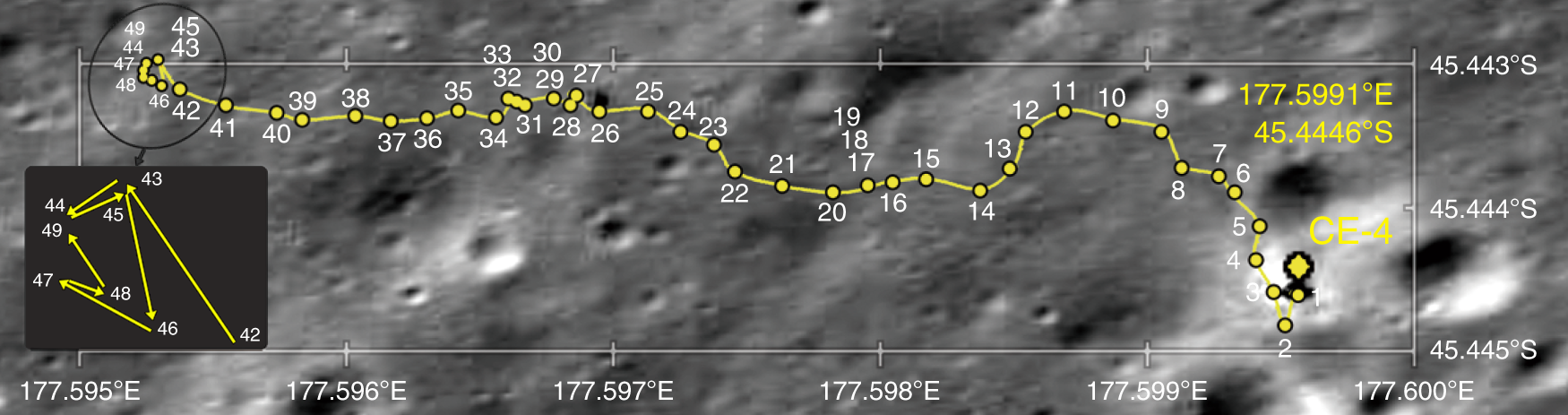
Карта перемещений «Юйту-2» (на 9 июля 2020)

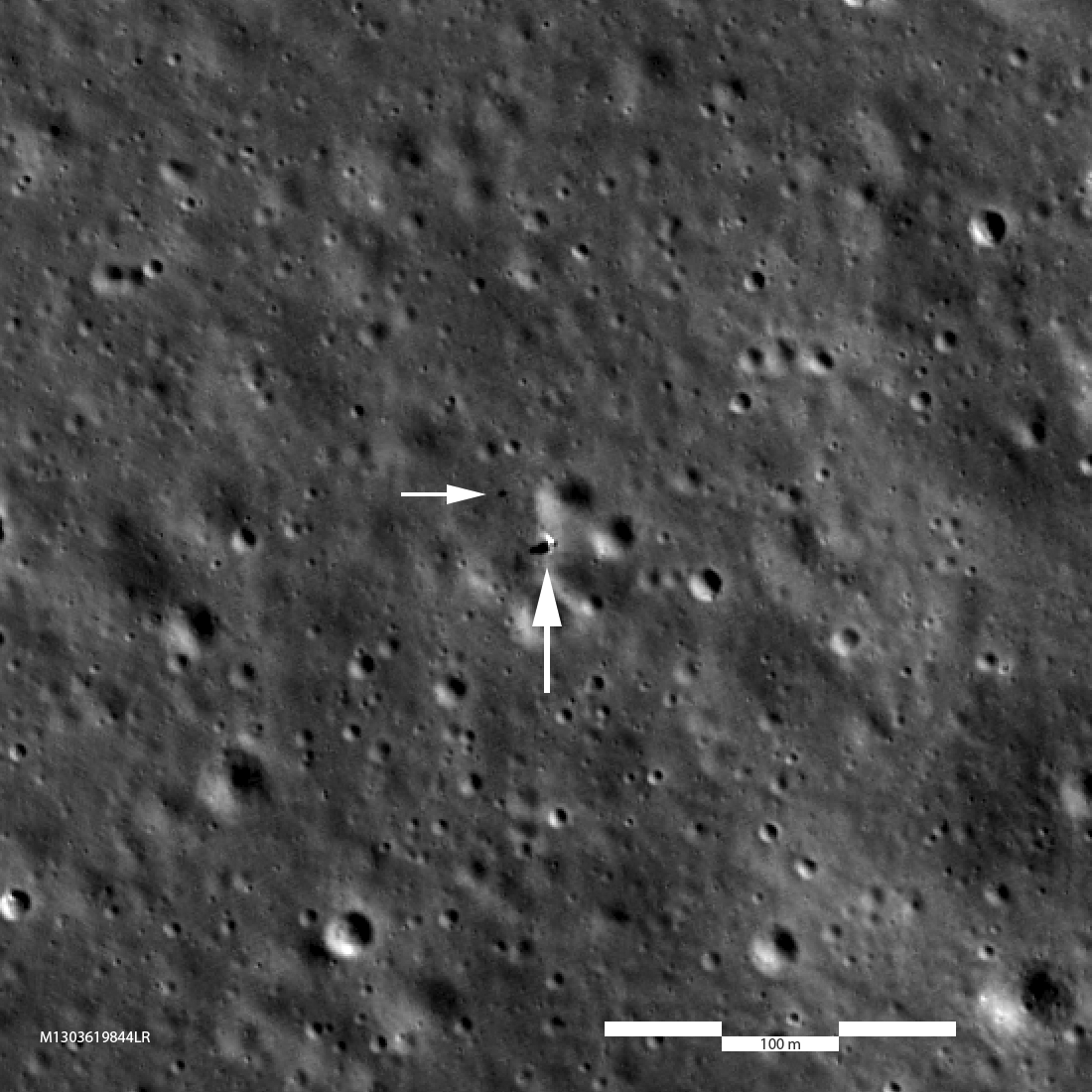
«Чанъэ-4» и ровер «Юйту-2» на снимке американского зонда Lunar Reconnaissance Orbiter 1 февраля 2019 года

«Юйту́-2» (кит. упр. 玉兔二号月球车, пиньинь Yùtù èrhào yuèqiúchē, буквально: «Луноход Нефритовый заяц-2») — второй китайский луноход, который является частью китайской космической миссии «Чанъэ-4». Первый в мире луноход на обратной стороне Луны.
Совершил посадку в кратере Фон Карман (Бассейн Южный полюс — Эйткен) 3 января 2019 года. Установил рекорд среди луноходов по длительности работы, проработав более 5 лет. Продолжал исследования как минимум до марта 2024 года, пройдя по поверхности Луны расстояние в 1613 метров.

## Конструкция и научные приборы
140-килограммовый луноход «Юйту-2» («Нефритовый заяц-2») имеет длину 1,5 м, ширину 1 м, высоту около 1,1 м. Луноход имеет 6 колёс, он оснащён двумя складными панелями солнечных батарей, радиоантенной, четырьмя панорамными камерами, которые могут работать одновременно.
На луноходе установлены георадар, позволяющий зондировать слой реголита, спектрометр изображений, работающий в видимом и ближнем инфракрасном диапазонах, анализатор энергичных нейтральных атомов и ряд других приборов.

## Хроника событий
После прилунения АМС «Чанъэ-4» на обратной стороне Луны, 3 января 2019 года в 15:07 (пекинское время) китайским центром управления полётами через ретрансляционный спутник «Цюэцяо» была направлена команда на АМС «Чанъэ-4» для разделение двух аппаратов, инициировавшая процесс съезда лунохода «Юйту-2» с посадочной платформы на поверхность Луны, после чего в 22:22 по пекинскому времени (17:22 мск) луноход «Юйту-2» съехал с посадочного модуля по наклонной рампе на поверхность Луны.
С 4 января по 10 января «Юйту-2» во время лунной ночи находился в режиме «сна».
10 января в 17:14 по пекинскому времени (12:14 по Москве) «Юйту-2» успешно вышел из режима «сна» и сделал первые фотографии. «Юйту-2» провёл научно-исследовательскую работу в дневное время, которое продлилось до 12 января.
С 14 января 2019 года во время лунной ночи луноход «Юйту-2» находился в спящем режиме. 29 января 2019 года около 20:00 «Юйту-2» вышел из двухнедельного спящего режима. Температура на поверхности Луны за это время опускалась до −190 °C.
К 4 марта «Юйту-2» проехал 127 м по поверхности обратной стороны Луны и прислал снимки, на которых видны камни и колея от его колёс. Затем луноход перешёл в режим «сна» с тем, чтобы 10 марта вернуться к работе. 14 марта года агентство «Синьхуа» сообщило, что луноход «Юйту-2» проехал по поверхности обратной стороны Луны 163 м и, возможно, сможет проработать дольше запланированного трёхмесячного цикла. 
За третий лунный день «Юйту-2» проехал 43 м, добавив их к пройденным 44,185 м в первый лунный день и 75,815 м во второй лунный день. С 13 марта 2019 года оборудование посадочного модуля «Чанъэ-4» и ровер «Юйту-2» переведены в спящий режим до окончания третьей лунной ночи. Перемещения «Юйту-2» по поверхности обратной стороны Луны удалось зафиксировать при помощи трёхкамерной системы фотографирования американского искусственного спутника Луны Lunar Reconnaissance Orbiter.
В четвёртый лунный день с 29 марта по 1 апреля «Юйту-2» проехал по лунной поверхности 8 м, а затем перешёл в режим «сна» до 8 апреля. С 8 по 12 апреля «Юйту-2» проехал по лунной поверхности ещё 8 м, после чего с наступлением пятой лунной ночи опять ушёл в режим «сна» до 28 апреля.
«Юйту-2» с помощью спектрометра VNIS обнаружил в кратере Фон Ка́рман минералы ортопироксен и оливин, которые могут происходить из лунной мантии. 
В пятый лунный день «Юйту-2» удалось проехать 12 м. В это время у него начали нештатно работать сенсоры системы автоматического обхода препятствий, так как отражение солнечного света от элементов корпуса ровера засвечивало сенсоры. Ситуацию удалось выправить с помощью корректировки программного обеспечения и её перезагрузки. За всё время работы ровер преодолел примерно 190 м 66 см. 
К концу шестого лунного дня «Юйту-2» преодолел в целом 212,99 м. 9 июня луноход «Юйту-2» перешёл в спящий режим в связи с наступлением двухнедельной лунной ночи.
28 июля «Юйту-2» успешно вышел из спящего режима и приступил к восьмому месяцу работ на обратной стороне Луны. 
За восьмой лунный день луноход «Юйту-2» проехал 61 м, проводя зондирование местности, изучая ландшафт, структуру грунта и измеряя уровень нейтронной радиации, излучаемой звёздами. 8 августа 2019 года наступила двухнедельная лунная ночь и «Юйту-2» перешёл в режиме «сна» на 14 земных суток. Общий путь, пройденный по обратной стороне Луны, составил 271 м.
17 августа в информационной публикации было объявлено о находке необычного материала, исследовавшегося прибором видимого и ближнего инфракрасного спектрометра VNIS. Клайв Нил из Университета Нотр-Дам считает, что материал, обнаруженный китайским луноходом в центре кратера, напоминает образец ударного стекла 70019, обнаруженный астронавтом-геологом Харрисоном Шмиттом во время его работы на Луне в ходе миссии «Аполлон-17» в 1972 году.
24 августа луноход «проснулся». Планировалось проводить анализ структуры грунта на наличие полезных ископаемых, замерять уровень нейтронной радиации, излучаемой звёздами.
В декабре 2019 года аппарат «Юйту-2» побил рекорд по длительности эксплуатации лунохода, проработав на Луне 340 земных суток. Ранее рекорд принадлежал советскому роверу «Луноход-1», проработавшему на поверхности Луны в 1970—1971 годах 321 земные сутки.
По состоянию на 7 октября 2021 года, «Юйту-2» проработал на поверхности обратной стороны Луны 1000 земных (34 лунных) суток и накопил более 3,6 Тб информации.
В декабре 2021 года «Юйту-2» заметил на горизонте в 80 метрах к северу от лунохода необычный объект в форме куба. Луноход приблизился к нему, чтобы подробнее  рассмотреть его. Вблизи находка оказалась угловатым камнем, как и предполагали специалисты.
По состоянию на 6 января 2022 года, луноход «Юйту-2» преодолел 1003,9 метра по поверхности обратной стороны Луны.
В феврале 2022 года луноход «Юйту-2» обнаружил две маленькие сферы из полупрозрачного стекла, размер найденных шариков составляет от 15 до 25 миллиметров в поперечнике. Они представляют собой анортозитовые стёкла ударного происхождения.
15 января 2023 года «Юйту-2» вышел из спящего режима, начав свой 51 рабочий лунный день на поверхности нашего спутника. За это время он прошел 1455,2 метра, отдалившись от посадочного модуля «Чанъэ-4» по прямой на 865 метров.
До февраля 2023 года «Юйту-2» проезжал в среднем около 7—8 метров за каждый выезд и примерно 40 метров за лунные сутки. Затем показатели резко снизились до 3—4 метров за выезд и 8—10 метров за лунные сутки. К октябрю 2023 года луноход стал преодолевать лишь 1—2 метра за раз. С марта 2024 года аппарат остаётся неподвижным. В общей сложности луноход преодолел расстояние в 1613 метров.

Луноход «Юйту-2» на панорамном снимке «Чанъэ-4» 15 февраля 2019 года